# بهار دلنشین
بهار دلنشین یا بهار آرزو یکی از تصنیف‌های بهاری و کلاسیک ایرانی و از ترانه‌های مشهور و ماندگار فارسی با شعری از بیژن ترقی است که نخستین بار در اوایل دهه ۱۳۳۰ شمسی با آهنگسازی روح‌الله خالقی و صدای غلامحسین بنان اجرا شد و از معدود ترانه‌های خاطره‌انگیزی است که تا کنون جاذبهٔ خود را در میان مردم حفظ کرده‌است. این ترانه سال‌ها بعد توسط خوانندگانی چون سالار عقیلی و علی زند وکیلی و… نیز بازخوانی شده‌است.
تصنیف بهار دلنشین در دستگاه همایون، با مایه آواز یا بیات اصفهان به سرپرستی خالقی و توسط ارکستر گل‌هابا ضرب شش هشتم شکسته نواخته و اجرا شد و برای اولین بار از برنامه رادیویی گل‌های رنگارنگ شماره ۲۲۴ پخش شده‌است.

## متن ترانه
شعر این ترانه بر اساس اجرای اصلی و نخستین یعنی اجرای غلامحسین بنان به شرح زیر است:
| تا بهار دلنشین آمده سوی چمن          |  | ای بهار آرزو بر سرم سایه فکن                 |
| چون نسیم نو بهار بر آشیانم کن گذر    |  | تا که گلباران شود کلبه ویران من              |
| ...                                  |  |                                              |
| تا بهار زندگی آمد بیا آرام جان       |  | تا نسیم از سوی گل آمد بیا دامن کشان          |
| چون سپندم بر سرِ آتش نشان، بنشین دمی  |  | چون سرشکم در کنار بنشین نشان سوزِ نهان        |
| ...                                  |  |                                              |
| تا بهار دلنشین آمده سوی چمن          |  | ای بهار آرزو بر سرم سایه فکن                 |
| چون نسیم نو بهار بر آشیانم کن گذر    |  | تا که گلباران شود کلبه ویران من              |
| ...                                  |  |                                              |
| باز آ ببین در حیرتم بشکن سکوت خلوتم  |  | چون لاله تنها ببین بر چهره داغ حسرتم         |
| ای روی تو آیینه ام عشقت غم دیرینه ام |  | باز آ چو گل در این بهار سر را بنه بر سینه ام |
| ...                                  |  |                                              |
| تا بهار دلنشین آمده سوی چمن          |  | ای بهار آرزو بر سرم سایه فکن                 |
| چون نسیم نو بهار بر آشیانم کن گذر    |  | تا که گلباران شود کلبه ویران من              |